# Station Guildford (Surrey)
Guildford (Surrey) is een spoorwegstation van National Rail in Guildford in Engeland. Het station is eigendom van Network Rail en wordt beheerd door Network Rail. Het station is geopend in 1845.